# Metopius andreasi
Metopius andreasi är en stekelart som beskrevs av Pierre L. G. Benoit 1961. Metopius andreasi ingår i släktet Metopius och familjen brokparasitsteklar. Inga underarter finns listade i Catalogue of Life.